# Joe (musical)
Joe is een Nederlandse musical die gebaseerd is op de oorlogsfilm A Guy Named Joe. De musical ging, na ruim drie jaar voorbereiding, op 31 augustus 1997 in Koninklijk Theater Carré in Amsterdam in première. Na een speeltijd van ongeveer drie maanden verhuisde de musical naar het Congresgebouw  in Den Haag. De laatste voorstelling werd eind maart 1998 gespeeld. De musical werd geproduceerd door het bedrijf van Joop van den Ende. De teksten zijn van Koen van Dijk, terwijl de muziek geschreven is door Ad van Dijk.

## Verhaal
Joe speelt zich af in 1943/1944 en gaat over een gelijknamige Amerikaanse oorlogsvlieger op een Engelse basis. Joe is een fantastische piloot, maar ook een waaghals. Zijn medepilote, Dorinda, kan het gedrag van waaghals Joe niet waarderen en accepteren, temeer omdat zij verliefd is op Joe. Joe heeft veel moeite om toe te geven aan die liefde (en verliefdheid in het algemeen). Dorinda vraagt hem om te stoppen als piloot en, net als haar, een baan als instructeur aan te nemen thuis in Amerika. Joe belooft dat hij dat zal doen. Nog voordat Joe deze belofte kan inlossen, komt hij om het leven.
In de schemerwereld tussen aarde en hemel wordt Joe uit de rij geplukt door de ‘verbindingsofficier’. Zij stuurt hem als schim terug naar aarde alwaar hij een opdracht moet vervullen: Hij moet een piloot (Ted) helpen. 
Dorinda heeft veel verdriet van het verlies van Joe. Gesteund door haar beste vriendin Katie gaat zij verder met haar leven. Ze wordt verliefd op Ted en Joe voelt de pijn dat hij die liefde niet heeft gedeeld met Dorinda.

## Rolverdeling
| Rol                 | Uitvoerende(n)                     |
| ------------------- | ---------------------------------- |
| Joe Sandidge        | Stanley Burleson                   |
| Understudy          | Jan Goossens                       |
| Dorinda Durstan     | Vera Mann                          |
| Understudy          | Maaike Schuurmans, Wilma Hoornstra |
| Verbindingsofficier | Mathilde Santing, Denise Jannah    |
| Understudy          | Evelyn Kallansee                   |
| Katie Johnson       | Simone Kleinsma, Lucie de Lange    |
| Understudy          | Frédérique Sluyterman van Loo      |
| Ted Randall         | Rolf Koster                        |
| Understudy          | Ger Otte                           |
| Al Yackey           | Wil van der Meer                   |
| Understudy          | Michael Diederich                  |

| Rol              | |
| ---------------- | --- |
| Ensemble vrouwen | Elvira Becks, Carolien Canters, Yvon Eggen, Martine Grünwald, Wilma Hoornstra, Evelyn Kallansee, Ellis van Laarhoven, Gina de Laat, Jacqueline van der Pol, Frédérique Sluyterman van Loo, Allison Spalding, Meike Staring                                                         |
| Ensemble mannen  | Hans Cassa, Jeroen van Delft, Michael Diederich, Peter van Dosselaer, Jan Goossens, Stefan Hamblok, Frans Limburg, Manuel Mönnich, Ger Otte, Lutz Petrick, Moritz Piefke, Armand Pol, Rolf van Rijsbergen, Jochem Feste Roozemond, Matej Sumnik, Stefan Swinkels, Michiel Verkoren |
| Swing            | Simone van Gog, Matthew Jessner |
| Dance Captain    | Wilma Hoornstra |

## Liedjes
- Op leven en dood
- Ik leef voor jouw lach (Joe & Dorinda)
- Laat me gaan         (Joe, Ensemble)
- Ik kijk hoe je slaapt (Dorinda)
- Piloten sterven nooit (Dorinda)
- Inspiratie                 (Verbindingsofficier)
- Zij aan zij                (Katie)
- Aan onze kant         (Ted, Joe, Ensemble)
- Jesus Loves Me
- Waarom ben ik hier
- Jive
- Ik vroeg te veel
- Met open ogen
- Allemaal voor jou  (Ted, Joe)
- Happy end
- Oog in oog           (Joe, Dorinda, Verbindingsofficier)

## M-Lab- Joe, de hemel kan wachten
Op 19 juni 2008 ging een nieuwe versie van Joe in première in het M-Lab in Amsterdam. Deze versie, getiteld Joe, de hemel kan wachten, was een minimalistische versie van diens bombastische voorganger. De voorstelling was te zien tot en met 30 juni 2008. Schrijvers Ad van Dijk en Koen van Dijk en choreograaf John Yost waren ook bij deze vernieuwde versie betrokken.
De rolverdeling is als volgt:
- Joe Sandidge: Dennis ten Vergert
- Dorinda Durstan: Fanny Drenthe
- Verbindingsofficier: Casey Francisco
- Katie Johnson: Evi de Jean
- Ted Randall: Roel van Kerckhoven
- Al Yackey: Bas Hoeflaak
- Overige rollen: John ter Riet, Bertram van Alphen, Ben Blom, Job Bovelander, Joerie Gamliël, Rudy Hellewegen, Kevin van der Leeuw, Marc-Peter van der Maas, Sasha ter Mors, Anne Deliën, Babette Holtman, Annelies Keymeulen, Lisette Eising, Marit Slinger en Marlous Tolhuisen

'14-'18 · '40-'45 (België) · '40-'45 (Nederland) · De 3 Biggetjes · 3 Musketiers · Aida · Alice in Wonderland · A xXxmas Carola · Anatevka · Assepoester · Belle en het Beest · Billie Holiday · Bloedbroeders · The Bodyguard · Cabaret · Camelot · Cats · Chicago · Ciske de Rat · Cyrano de Bergerac · De Schone van Boskoop · Daens · Dirty Dancing · Doe Maar! · Domino · Doornroosje · Dracula · Drood · Elisabeth · Evita · Fame · De Finale · Flashdance · Foxtrot · Goodbye, Norma Jeane · Grease · Hair · High School Musical · De Jantjes · Jekyll & Hyde · Jersey Boys · Jesus Christ Superstar · Kadanza · De kleine zeemeermin · Koning van Katoren · Kruimeltje · Kuifje: De Zonnetempel · Kunt u mij de weg naar Hamelen vertellen, mijnheer? · The Last Five Years · Lelies · The Lion King · The Little Mermaid · Love Story · Lover of Loser · Mamma Mia! · De man van La Mancha · Mary Poppins · Les Misérables · Miss Saigon · Muerto! · De Muze van Rubens · My Fair Lady · On Your Feet! · Op hoop van Zegen · Oorlogswinter · The Passion · Pauline & Paulette · The Phantom of the Opera · Pinokkio · Red Star Line · Rembrandt · Robin Hood · Romeo en Julia, van Haat tot Liefde · De Rozenoorlog · Shhh...it happens! · Shrek · Soldaat van Oranje · Spring Awakening · De sprookjesmusical Klaas Vaak · Sneeuwwitje · The Sound of Music · Tarzan · Titanic · Turks fruit · Urinetown · De Vliegende Hollander · Wat Zien Ik?! · Wicked · The Wild Party · The Wiz · Wickie de viking de musical
    Portaal Musical